# 10865 Thelmaruby
10865 Thelmaruby este un asteroid din centura principală de asteroizi.

## Descriere
10865 Thelmaruby este un asteroid din centura principală de asteroizi. A fost descoperit pe 21 septembrie 1995 la Kitt Peak National Observatory în cadrul proiectului Spacewatch. Asteroidul prezintă o orbită caracterizată de o semiaxă mare de 3,09 ua, o excentricitate de 0,11 și o înclinație de 1,0° în raport cu ecliptica.